# شرکت انرژی هسته‌ای هند
شرکت انرژی هسته‌ای هند (انگلیسی: Nuclear Power Corporation of India) شرکت دولتی برق هندی است، که در سال ۱۹۸۷ تأسیس شد.